# Comorbiditate
În medicină, comorbiditatea - din latină morbus („boală”), co („împreună”), -ity (parcă - mai multe boli împreună) - este prezența uneia sau mai multor afecțiuni suplimentare care adesea co -apar (adică concomitent sau concomitent) cu o afecțiune primară. Comorbiditatea descrie efectul tuturor celorlalte stări pe care le-ar putea avea un pacient în parte, altele decât condiția primară de interes și poate fi fiziologică sau psihologică. În contextul sănătății mintale, comorbiditatea se referă adesea la tulburări care sunt adesea coexistente între ele, cum ar fi depresia și tulburările de anxietate. Conceptul de multimorbiditate este legat de comorbiditate, dar prezintă un sens și o abordare diferită. 
În medicină , comorbiditatea se referă la:
prezența uneia sau mai multor tulburări asociate cu o tulburare sau boală primară;
efectul cauzat de aceste tulburări sau boli asociate.
În psihiatrie , comorbiditatea este prezența simultană a mai multor diagnostice. Nu presupune neapărat prezența mai multor boli, ci imposibilitatea punerii unui singur diagnostic.

## Definiție
Termenul „comorbid” are trei definiții:
1. pentru a indica o afecțiune medicală existentă simultan, dar independent, cu o altă afecțiune la un pacient.
2. pentru a indica o afecțiune medicală la un pacient care cauzează, este cauzată de sau are legătură în alt mod cu o altă afecțiune la același pacient.[1]
3. pentru a indica două sau mai multe afecțiuni medicale existente simultan, indiferent de relația lor cauzală.[2]